# Nová generace
Nová generace (anglicky Next Gen) je americko-čínsko-kanadský 3D animovaný film produkovaný Baozou Manhua, Alibaba Pictures a Tangent Animation. Režiséry filmu jsou Kevin R. Adams a Joe Ksander. Film v angličtině nadabovali John Krasinski, Charlyne Yi, Jason Sudeikis, Michael Peña, David Cross a Constance Wu. Film byl zveřejněn 7. září 2018 na Netflixu.

## Obsazení
| Charlyne Yi    | Mai Su                   |
| John Krasinski | 7723                     |
| Jason Sudeikis | Justin Pin / Ares        |
| Michael Peña   | Momo                     |
| David Cross    | Dr. Tanner Rice / Q-Bots |
| Constance Wu   | Molly Su                 |
| Kiana Ledé     | Greenwood                |